# Venus (Frankie-Avalon-Lied)

Label der Schallplatte von Frankie Avalons „Venus“-Interpretation

Venus ist ein Popsong von Ed Marshall, der 1959 in der Version von Frankie Avalon ein Nummer-eins-Hit in den US-amerikanischen Billboard-Charts wurde. 

## Originalfassung
Der aus Philadelphia stammende Frankie Avalon war seit 1957 bei Chancellor Records unter Vertrag. Bereits 1958 hatte er drei Titel in den Top 20 der Billboard-Charts platzieren können. Ende 1958 stellte der Songschreiber Ed Marshall Avalon das von ihm als Foxtrott komponierte und getextete Lied Venus vor. Der Text handelt von der Bitte an die Göttin Venus, ein Mädchen zum Verlieben zu senden. Marshall erwähnte, dass er sein Werk bereits Al Martino vorgespielt habe und dieser erwäge, es als Albumtrack aufzunehmen. Avalon setzte sich daraufhin sofort mit seinem Produzenten Bob Marcucci in Verbindung, und drei Tage später wurde Venus in Marcuccis New Yorker Studio aufgenommen. Für das Playback mit Orchester und Chor sorgte Produzent Peter De Angelis. 

### Veröffentlichung und Erfolg
Der 2:21 Minuten lange Titel im Januar 1959 von Chancellor zusammen mit der B-Seite I'm Broke als 45 rpm Monovinyl-Single unter der Katalognummer 1031 veröffentlicht. Nachdem Avalon in der Fernsehshow American Bandstand für die Platte geworben hatte, erreichte Venus am 9. Februar 1959 erstmals mit Platz 99 die Billboard-Single-Charts. Am 9. März hatte der Titel die Spitze dieser Hitparade erreicht, wo er sich fünf Wochen lang halten konnte. Insgesamt wurde Venus 28 Wochen lang bei Billboard notiert. In den Hot Adult Contemporary Charts erreichte Venus ebenfalls Rang 1, und in den Rhythm-and-Blues-Charts landete der Titel auf dem 10. Platz.
Auch international war Frankie Avalon mit Venus erfolgreich. In Großbritannien brachte die Plattenfirma His Master’s Voice den Titel unter der Katalognummer POP 603 heraus. Er behauptete sich im Frühjahr 1959 sechs Wochen in den Charts, wo er mit Rang 16 die beste Platzierung erreichte. Venus wurde unter anderem auch in Belgien (President 375), Dänemark (Sonet 8018) und Italien (Chancellor 02012) veröffentlicht. 

## Coverversionen
In Deutschland wurde die Avalon-Single Venus / I’m Broke von der Plattenfirma Polydor unter der Katalognummer 66913 herausgebracht. Der Titel Venus fand jedoch in den deutschen Hitlisten keine Berücksichtigung. Ebenso erging es der Coverversion mit dem deutschen Text von Hans Cilly und Peter Lach. Sie wurde von Columbia mit der B-Seite Patrizia im Juni 1959 unter Nummer 21190 herausgebracht; Interpret war Chris Howland. Der deutsche Text des gleichnamigen Titels orientiert sich im Wesentlichen am englischen Original. 
Neben der Originalfassung mit Frankie Avalon wurden 1959 in Großbritannien Coverversionen mit Dickie Valentine (Pye 15192) und Paul Rich (Embassy 330) herausgebracht. Valentine schaffte es mit seiner Version ebenfalls in die britischen Charts, wo er sich acht Wochen behauptete und bis auf Platz sieben kam. Großer Popularität erfreute sich Venus in Frankreich. Die mit französischem Text von Jean Broussolle versehene Version wurde 1959 gleich von mehreren Sängern aufgenommen, so von Annie Fratellini, Georges Guétary, Les Compagnons de la Chanson und Luis Mariano. Den größten Erfolg in Frankreich hatte Gloria Lasso mit einer spanischen Version, die im Oktober und November 1959 fünf Wochen lang an der Spitze der französischen Hitparade lag. 
Spätere Versionen erschienen von Sam Cooke (LP Hits Of The 50's, 1960), Johnny Tillotson (LP You Can Never Stop Me Loving You, 1963), Pat Boone (LP Ain't That a Shame, 1964). Eine der jüngsten Coverversionen ist die Aufnahme mit Barry Manilow auf seiner LP The Greatest Songs of the Fifties aus dem Jahr 2006.